# Mick Leech
Mick Leech (* 2. srpna 1948 Dublin) je bývalý irský fotbalista – útočník. Po skončení aktivní kariéry působil jako trenér.

## Kariéra
Hrál za Limerick FC, Shamrock Rovers FC, Boston Rovers, Waterford United FC, Bohemian FC, Drogheda United, Shelbourne FC, St Patrick's Athletic FC a Dundalk FC. V Poháru vítězů pohárů nastoupil v 6 utkáních. Za reprezentaci Irska nastoupil v letech 1969–1972 v 8 utkáních a dal 2 góly.

## Ligová bilance
| Ročník                  | Zápasy | Góly | Klub                     |
| ----------------------- | ------ | ---- | ------------------------ |
| 1. irská liga 1965/1966 | 1      | 0    | Limerick FC              |
| 1. irská liga 1966/1967 | –      | –    | Shamrock Rovers FC       |
| 1. irská liga 1967/1968 | –      | 10   | Shamrock Rovers FC       |
| 1. irská liga 1968/1969 | –      | 19   | Shamrock Rovers FC       |
| 1. irská liga 1969/1970 | –      | –    | Shamrock Rovers FC       |
| 1. irská liga 1970/1971 | –      | –    | Shamrock Rovers FC       |
| 1. irská liga 1971/1972 | –      | –    | Shamrock Rovers FC       |
| 1. irská liga 1972/1973 | –      | –    | Shamrock Rovers FC       |
| 1. irská liga 1973/1974 | –      | –    | Waterford United FC      |
| 1. irská liga 1974/1975 | –      | –    | Waterford United FC      |
| 1. irská liga 1975/1976 | –      | –    | Waterford United FC      |
| 1. irská liga 1976/1977 | 27     | 9    | Shamrock Rovers FC       |
| 1. irská liga 1977/1978 | 1      | 0    | Bohemian FC              |
| 1. irská liga 1978/1979 | –      | –    | Drogheda United          |
| 1. irská liga 1979/1980 | –      | –    | Drogheda United          |
| 1. irská liga 1980/1981 | 7      | 0    | St Patrick's Athletic FC |
| 1. irská liga 1981/1982 | –      | –    | Dundalk FC               |
| 1. irská liga 1982/1983 | –      | –    | Dundalk FC               |
| CELKEM                  | –      | –    |                          |